# League of Ireland 1990/91
Die League of Ireland 1990/91 war die 70. Spielzeit der höchsten irischen Fußballliga. Titelverteidiger war St Patrick’s Athletic.
Dundalk FC gewann zum achten Mal die Meisterschaft.

## Modus
Die zwölf Mannschaften spielten jeweils dreimal gegeneinander. Damit absolvierte jedes Team im Verlauf der Saison 33 Spiele. Die beiden letzten Vereine stiegen in die First Division ab.

## Abschlusstabelle
| Pl. | Verein                    | Sp. | S  | U  | N  | Tore    | Diff. | Punkte |
| --- | ------------------------- | --- | -- | -- | -- | ------- | ----- | ------ |
| 1.  | Dundalk FC                | 33  | 22 | 8  | 3  | 052:170 | +35   | 52:14  |
| 2.  | Cork City                 | 33  | 19 | 12 | 2  | 045:180 | +27   | 50:16  |
| 3.  | St Patrick’s Athletic (M) | 33  | 17 | 10 | 6  | 046:210 | +25   | 44:22  |
| 4.  | Shelbourne FC             | 33  | 18 | 6  | 9  | 059:300 | +29   | 42:24  |
| 5.  | Sligo Rovers (N)          | 33  | 13 | 12 | 8  | 034:220 | +12   | 38:28  |
| 6.  | Shamrock Rovers           | 33  | 14 | 9  | 10 | 051:370 | +14   | 37:29  |
| 7.  | Derry City                | 33  | 13 | 9  | 11 | 051:280 | +23   | 35:31  |
| 8.  | Galway United             | 33  | 9  | 5  | 19 | 034:610 | −27   | 23:43  |
| 9.  | Bohemians Dublin          | 33  | 7  | 8  | 18 | 027:420 | −15   | 22:44  |
| 10. | Athlone Town              | 33  | 6  | 7  | 20 | 022:530 | −31   | 19:47  |
| 11. | Waterford United (N)      | 33  | 6  | 5  | 22 | 022:620 | −40   | 17:49  |
| 12. | Limerick City             | 33  | 6  | 5  | 22 | 021:730 | −52   | 17:49  |

Platzierungskriterien: 1. Punkte – 2. Tordifferenz – 3. geschossene Tore

| (M) | Amtierender irischer Meister         |
| (N) | Neuaufsteiger aus der First Division |

## Kreuztabelle
| Hinrunde (Runden 1–22) | Hinrunde (Runden 1–22) | Hinrunde (Runden 1–22) | Hinrunde (Runden 1–22) | Hinrunde (Runden 1–22) | Hinrunde (Runden 1–22) | Hinrunde (Runden 1–22) | Hinrunde (Runden 1–22) | Hinrunde (Runden 1–22) | Hinrunde (Runden 1–22) | Hinrunde (Runden 1–22) | Hinrunde (Runden 1–22) | 1990/91               | Rückrunde (Runden 23–33) | Rückrunde (Runden 23–33) | Rückrunde (Runden 23–33) | Rückrunde (Runden 23–33) | Rückrunde (Runden 23–33) | Rückrunde (Runden 23–33) | Rückrunde (Runden 23–33) | Rückrunde (Runden 23–33) | Rückrunde (Runden 23–33) | Rückrunde (Runden 23–33) | Rückrunde (Runden 23–33) | Rückrunde (Runden 23–33) |
| ---------------------- | ---------------------- | ---------------------- | ---------------------- | ---------------------- | ---------------------- | ---------------------- | ---------------------- | ---------------------- | ---------------------- | ---------------------- | ---------------------- | --------------------- | ------------------------ | ------------------------ | ------------------------ | ------------------------ | ------------------------ | ------------------------ | ------------------------ | ------------------------ | ------------------------ | ------------------------ | ------------------------ | ------------------------ |
| Dundalk FC             | Cork City              | St Patrick’s Athletic  | Shelbourne FC          | Sligo Rovers           | Shamrock Rovers        | Derry City             | Galway United          | Bohemians Dublin       | Athlone Town           | Waterford United       | Limerick FC            | Verein                | Dundalk FC               | Cork City                | St Patrick’s Athletic    | Shelbourne FC            | Sligo Rovers             | Shamrock Rovers          | Derry City               | Galway United            | Bohemians Dublin         | Athlone Town             | Waterford United         | Limerick FC              |
|                        | 0:0                    | 3:0                    | 1:5                    | 0:2                    | 0:0                    | 1:0                    | 2:0                    | 4:1                    | 3:0                    | 0:0                    | 3:0                    | Dundalk FC            |                          | –                        | 0:0                      | 2:0                      | –                        | –                        | –                        | 2:0                      | 3:0                      | –                        | 1:0                      | –                        |
| 1:1                    |                        | 0:0                    | 0:0                    | 1:0                    | 1:1                    | 1:1                    | 1:0                    | 1:0                    | 2:0                    | 1:0                    | 1:0                    | Cork City             | 0:1                      |                          | –                        | –                        | –                        | 0:0                      | –                        | 1:0                      | –                        | 2:1                      | 2:0                      | 2:2                      |
| 0:0                    | 1:1                    |                        | 1:1                    | 2:0                    | 2:1                    | 1:0                    | 4:0                    | 2:0                    | 3:0                    | 2:0                    | 3:0                    | St Patrick’s Athletic | –                        | 0:3                      |                          | 1:0                      | 1:0                      | –                        | –                        | 0:0                      | –                        | –                        | –                        | 1:1                      |
| 1:2                    | 0:2                    | 1:2                    |                        | 2:1                    | 3:0                    | 1:0                    | 3:1                    | 1:1                    | 0:0                    | 4:0                    | 5:0                    | Shelbourne FC         | –                        | 0:2                      | –                        |                          | 1:1                      | 1:0                      | 1:0                      | –                        | –                        | –                        | 3:0                      | 3:1                      |
| 2:0                    | 0:1                    | 0:0                    | 2:2                    |                        | 2:1                    | 0:0                    | 3:1                    | 1:0                    | 1:0                    | 1:0                    | 1:1                    | Sligo Rovers          | 0:0                      | 1:2                      | –                        | –                        |                          | –                        | 0:0                      | 0:0                      | –                        | –                        | 3:0                      | 0:1                      |
| 0:0                    | 4:0                    | 0:0                    | 2:3                    | 2:1                    |                        | 1:1                    | 2:0                    | 0:2                    | 0:0                    | 3:1                    | 4:1                    | Shamrock Rovers       | 1:2                      | –                        | 2:4                      | –                        | 0:0                      |                          | 2:5                      | –                        | –                        | 3:1                      | –                        | –                        |
| 0:1                    | 0:0                    | 0:1                    | 2:0                    | 1:1                    | 0:0                    |                        | 6:1                    | 1:1                    | 5:0                    | 6:2                    | 1:0                    | Derry City            | 0:1                      | 1:3                      | 1:0                      | –                        | –                        | –                        |                          | –                        | 2:1                      | 0:1                      | –                        | –                        |
| 2:3                    | 1:3                    | 0:4                    | 2:1                    | 0:2                    | 2:4                    | 3:1                    |                        | 1:0                    | 0:2                    | 2:1                    | 1:2                    | Galway United         | –                        | –                        | –                        | 3:5                      | –                        | 0:1                      | 2:1                      |                          | –                        | –                        | 1:1                      | 4:1                      |
| 0:2                    | 0:1                    | 0:1                    | 1:0                    | 0:2                    | 2:3                    | 0:0                    | 3:0                    |                        | 0:1                    | 1:1                    | 2:0                    | Bohemians Dublin      | –                        | 1:1                      | 2:1                      | 0:1                      | 1:1                      | 1:2                      | –                        | 0:0                      |                          | –                        | –                        | –                        |
| 0:1                    | 1:1                    | 1:1                    | 0:5                    | 0:2                    | 0:2                    | 1:4                    | 0:1                    | 3:0                    |                        | 1:1                    | 0:1                    | Athlone Town          | 1:3                      | –                        | 2:1                      | 0:1                      | 1:2                      | –                        | –                        | 2:2                      | 1:0                      |                          | –                        | –                        |
| 1:3                    | 0:2                    | 0:5                    | 0:1                    | 0:1                    | 0:3                    | 0:2                    | 0:1                    | 1:1                    | 3:1                    |                        | 1:0                    | Waterford United      | –                        | –                        | 0:1                      | –                        | –                        | 0:3                      | 1:4                      | –                        | 2:1                      | 2:1                      |                          | –                        |
| 0:4                    | 1:6                    | 2:1                    | 0:4                    | 1:1                    | 2:1                    | 0:4                    | 0:3                    | 0:2                    | 0:0                    | 1:2                    |                        | Limerick FC           | 0:3                      | –                        | –                        | –                        | –                        | 0:3                      | 0:2                      | –                        | 2:3                      | 1:0                      | 0:2                      |                          |